# В'язове (Охтирський район)
В'язове́ — село в Україні, у Грунській сільській громаді Охтирського району Охтирського району Сумської області. Населення становить 703 особи. Колишній орган місцевого самоврядування — В'язівська сільська рада. У населених пунктах, що їй підпорядковувались, проживає 994 особи.

## Географія
Село В'язове знаходиться між річками Ворскла і Грунь. На відстані 1 км розташоване село Шабалтаєве.

## Історія
Село відоме з другої половини XVII століття. Раніше належало до Охтирського повіту. Назва походить від в'язів, які були в місцевих лісах.
У 1929 році у В'язовому була організована сільськогосподарська артіль «Жовтень».
Село постраждало внаслідок геноциду українського народу, проведеного урядом СССР 1932–1933 та 1946–1947 роках.
9 жовтня 1941 року поблизу села велися жорстокі бої. Село В'язове опинилося в окупації.
В'язове було звільнено від нацистів у серпні 1943 року. 477 жителів села пішли на війну, 265 чоловік загинуло. На їх честь споруджено пам'ятник.
У 1945 році В'язівський колгосп «Жовтень» очолив О. Г. Косовський. У неврожайному 1947 році на великій площі артіль зібрала озимої пшениці по 31 центнеру з гектара. У 1948 році Косовському присвоєно звання Героя Соціалістичної Праці.
У 1959 році ліквідувано Грунський район. Скелька і В'язове приєднались до Охтирського району.
У 2008 році місцева школа (В'язівський НВК) відсвяткувала сторіччя.
З 2015 року В'язівський НВК навчає школярів до 9 класу, у зв'язку зі зменшенням чисельності учнів.
30 вересня 2017 року у В'язовому Високопреосвященнійший Мефодій, архієпископ Сумський і Охтирський, освятив новозбудований Свято-Покровський храм .
12 червня 2020 року, відповідно до розпорядження Кабінету Міністрів України № 723-р «Про визначення адміністративних центрів та затвердження територій територіальних громад Сумської області», село увійшло до складу Грунської сільської громади.
19 липня 2020 року, в результаті адміністративно-територіальної реформи та ліквідації Охтирського району(1923-2020), громада увійшла до складу новоутвореного Охтирського району.

## Населення

### Мова
Розподіл населення за рідною мовою за даними перепису 2001 року:
| Мова       | Кількість | Відсоток |
| ---------- | --------- | -------- |
| українська | 684       | 97.3%    |
| російська  | 19        | 2.7%     |
| Усього     | 703       | 100%     |

## Культура
У місцевому будинку культури постійно відбуваються тематичні вечори та відзначають заходи, присвячені різноманітним святам. Дружний колектив ансамблю «В'язівчаночка» на чолі з творчим керівником Бондар Людмилою Павлівною вже кілька років поспіль радує жителів села веселою піснею та перемогами на районних конкурсах талантів.

## Інфраструктура
Земельні паї жителів арендовано ТОВ «Лотуре — Агро», СТОВ «Лан — 1», ПСП «Мрія — плюс». У селах В'язівської сільської ради існують В'язівський НВК І-ІІ ст., сільський Будинок культури, Шаболтаївський сільський клуб, бібліотека, 2 фельдшерські пункти в селах Шабалтаєве і Рубани, фельдшерсько-акушерський пункт — у В'язовому, 1 відділення зв'язку.

## Відомі люди
- Симон Василь Петрович — командир мінометного взводу 801-го стрілецького полку 235-й стрілецької дивізії 43-й армии 1-го Прибалтійского фронту, лейтенант, Герой Радянського Союзу.